# 王璟芳
王璟芳（？—？），字小宋，湖北恩施人，清末官员。

## 生平
王璟芳是清朝舉人。后留学日本早稻田大學。归国后，担任度支部主事、員外、郎中。宣统年间，出任资政院议员。